# Friedrich Gottlob Nagelmann
Friedrich Gottlob Nagelmann ist ein fiktiver deutscher Verfassungsjurist, der in rechtswissenschaftlichen Publikationen Erwähnung findet und Gegenstand satirischer Abhandlungen ist.

## Hintergrund

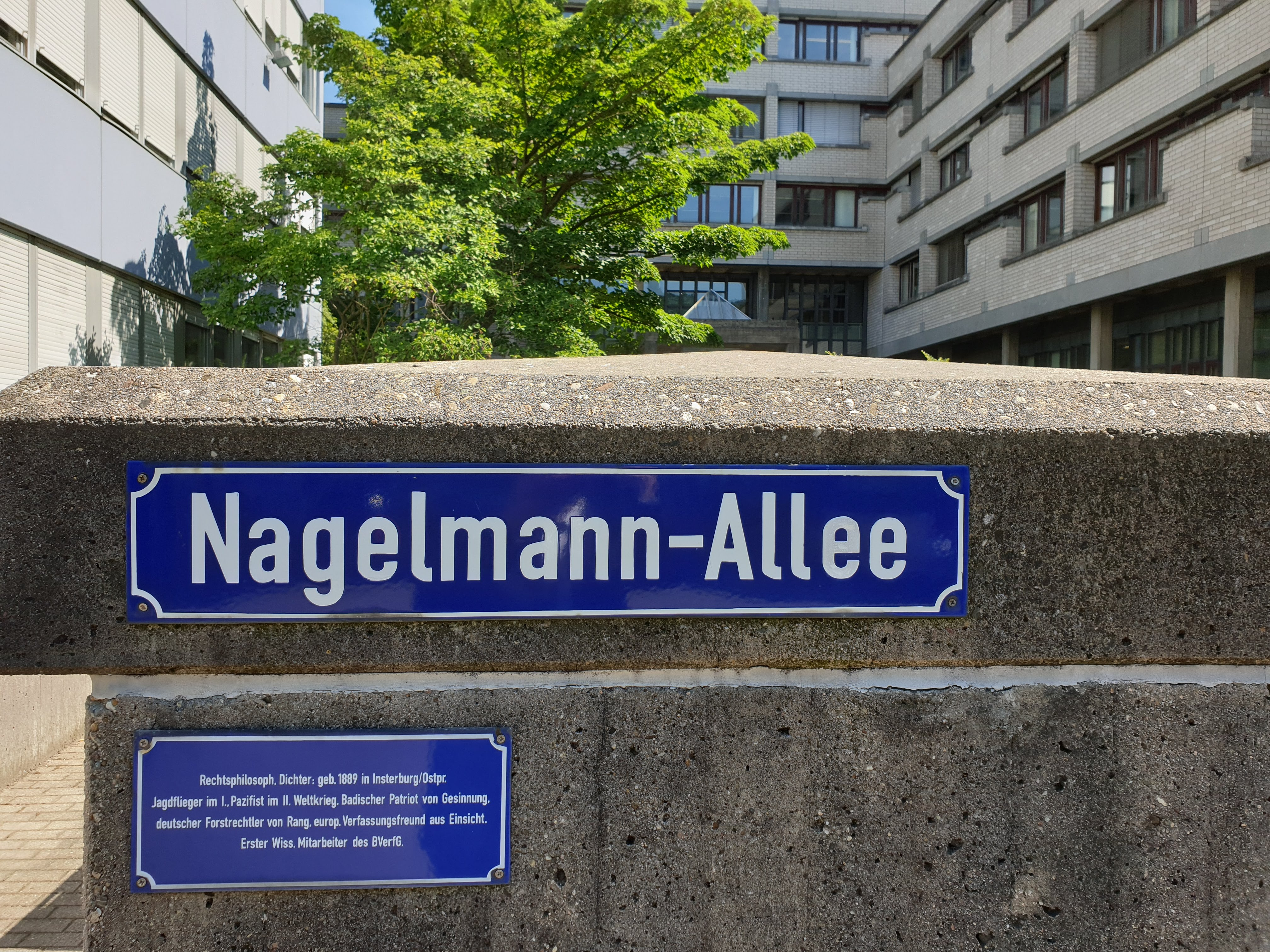
Straßenschild auf dem Hof des Gerichtsgebäudes in Baden-Baden

Der ursprüngliche Erfinder Nagelmanns ist unbekannt; es scheint aber eine Verbindung zu anderen akademisch-politischen Witzfiguren wie dem fiktiven Bundestagsabgeordneten Jakob Maria Mierscheid, dem fiktiven Psychologen Ernst August Dölle und dem ebenso frei erfundenen Diplomaten Edmund Friedemann Dräcker zu bestehen.
Die umfassendste Quelle über Nagelmanns Leben ist die von einem Kollegium wissenschaftlicher Mitarbeiter am Bundesverfassungsgericht erstellte Gedächtnisschrift für Nagelmann mit dem Titel Das wahre Verfassungsrecht. Zwischen Lust und Leistung, in der unter anderem Roman Herzog, Ernst Benda und Kay Nehm sowie weitere prominente Juristinnen und Juristen zu Wort kommen. Die Figur hat auch Eingang in einige seriöse Enzyklopädien gefunden, so enthält Meyers Aktuelles Personenlexikon eine „Biographie“ Nagelmanns. Nagelmann ist auch – in einer Nebenhandlung – Figur in dem Kriminalroman Leichen im Keller des Bundesverfassungsgerichts (1996) von Hendrik Hiwi.